# Gewandschneider

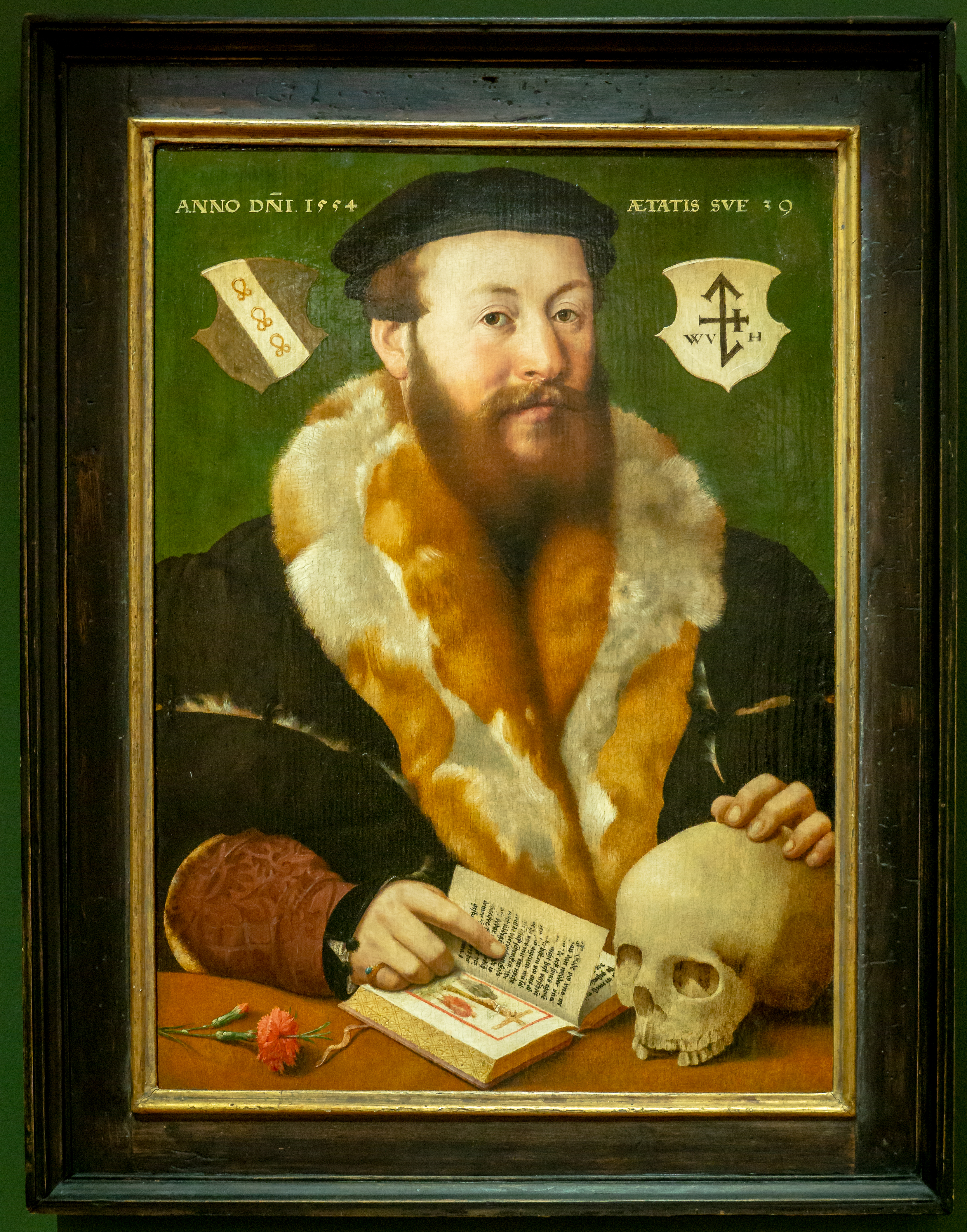
Wilhelm von Oesen (Hoesede), geb. 1515, gest. vor 1572, Wandschneider, wohnhaft Prinzipalmarkt 41, Münster. Porträt von Hermann tom Ring

Die Gewandschneider, auch Wandschneider genannt, waren Kaufleute des Mittelalters, die mit auswärtigen Tuchen handelten. Ihre Handelswaren stammten zunächst aus der Toskana, aus den Niederlanden und Flandern, später auch aus Schwaben, Aachen oder England.
Sie verkauften die Ware ballenweise oder im „Ausschnitt“. Das Recht zum Ausschnitt, also dem abschnittweisen Verkauf der Tuche, war häufig Anlass zum Streit mit den Krämern, den Webern und Schneidern. Die Gewandschneider organisierten ihre Preise selbst und kamen so schon früh zu Reichtum und verbanden sich mit den Patriziern. Sie saßen bald in vielen deutschen Städten im Rat und gewannen so an politischem Einfluss. Die Wandschneider waren im Mittelalter in Gilden und Zünften organisiert und die Gilde der Wandschneider stellte in der Regel auch Ratsmitglieder.
In  Hamburg, Dortmund, Münster und Lübeck sind Wandschneider als bürgerliche Mitglieder des Rates verbürgt.
Die in der Stadt Braunschweig in der Altstadt ansässigen Gewandschneider gründeten eine eigene Gilde, die Gewandschneider der anderen Stadtteile schlossen sich der Gilde der Lakenmacher an. Ein Zeugnis des Ansehens und des Reichtums der Braunschweiger Gewandschneider, die die vornehmste und älteste Gilde der Stadt waren, ist das in der Altstadt im 13. und 14. Jahrhundert erbaute Gewandhaus. 